# 李云娟
李云娟（1958年1月1日—），原名李云鹃，是中国大陆女演员，原是一位京剧刀马旦演员，父亲是京剧表演艺术家李和曾，1973年,李云娟考进中央戏剧学院，成为一名京剧小学员,1982年毕业后分配到了中国京剧院做刀马旦演员。因一次偶然的机会被八六版西游记的导演相中，出演了第十六集“趣经女儿国”中的蝎子精，因而被观众熟知，此后，她出演了许多电视剧和电影，更是在九四版三国演义中饰演了祝融夫人而获得了好评，于2004年息影。

## 个人作品

### 电影
- 1988年：《马素贞复仇记》〔飾 马素贞〕
- 1990年：《莽女追魂》〔飾 玛鲁〕
- 1995年：《西域响马》〔飾 慕容艳〕

### 电视剧
- 1982年：《西游记》〔飾 蝎子精〕
- 1988年：《乱世英杰》〔飾 常娥〕
- 1990年：《中国勇士》〔飾 蛇〕
- 1990年：《民国特大谋杀案》〔飾 罗兰〕
- 1991年：《三国演义》〔飾 祝融夫人〕
- 1992年：《抗暴生死情》〔飾 叶恰〕
- 1992年：《义剑奇侠》〔飾 葛楚娟〕
- 1992年：《仗义英雄》〔飾 凤姑〕
- 1993年：《势不两立》〔飾 玉彩〕
- 1994年：《永无宁日》〔飾 姜洋〕
- 1994年：《生死关头》〔飾 方虹〕
- 1995年：《铁鹰行动》〔飾 刺梅〕
- 1996年：《丐王》〔飾 江阿蝶〕
- 1997年：《白山黑水》〔飾 女英雄梅花鹿〕
- 1998年：《北京女人》〔飾 红蝶〕
- 2000年：《押解的故事》〔飾 旅店老板娘〕
- 2001年：《侠客行》〔飾 高三娘子〕
- 2002年：《情证》〔飾 海丹〕
- 2004年：《皇后进宫》 〔飾 丽侬〕
- 2004年：《同舟共济》〔飾 祁秋丽〕